# Ермаков, Игорь Павлович
Игорь Павлович Ермаков (09.12.1938, Ногинск — 31.03.2022, Москва) — российский учёный в области физиологии растений, доктор биологических наук, профессор МГУ.

## Биография
Окончил биолого-почвенный факультет МГУ (1963) и до 24 июня 2018 года работал там же на кафедре физиологии растений, в 1992—2013 гг. заведующий кафедрой. Читал курсы «Физиология растений», «Введение в физиологию растений», «Избранные главы физиологии растений». Длительный период руководил лабораторией репродуктивной физиологии растений.
Похоронен на Хованском кладбище.
Доктор биологических наук (1992). Профессор (1993). Заслуженный профессор Московского университета (2012). Награждён международной медалью академика С. Г. Навашина «За выдающийся вклад в эмбриологию растений» (1990).
Научные интересы:
- регуляция морфогенеза у высших растений;
- экспериментальная эмбриология растений;
- клеточная стенка растений и её физико-химические особенности.

## Научные труды
Автор (соавтор) 115 статей, 4 книг, 32 докладов на конференциях.
Диссертации:
- О состоянии дезоксирибонуклеопротеина при различной физиологической активности клеток: Цитохим. анализ: диссертация … кандидата биологических наук: 03.00.00. — Москва, 1967. — 158 с.: ил.
- Структурно-функциональные особенности развития мужского и женского гаметофитов покрытосеменных растений: Автореф. дис. . д-ра биол. наук. Москва, 1992. 45 с.

Сочинения:
- Физиология гаплоидного поколения семенных растений [Текст]: учебное пособие / И. П. Ермаков, Н. П. Матвеева, М. А. Брейгина ; Московский гос. ун-т им. М. В. Ломоносова, Биологический фак. — Москва: Товарищество научных изданий КМК, 2016. — 276 с.: ил.; 21 см; ISBN 978-5-9908941-4-3
- Ионный обмен и диффузия в клеточных стенках растений. И.Ермаков, Н. Мейчик. LAP LAMBERT Academic Publishing. 2011. 200 с.